# Margarethe Wöhrmann
Margarete (Grete) Wöhrmann geborene Brosterhues (* 19. Juli 1900 in Hamburg; † 7. Januar 1989 ebenda) war eine Politikerin der SPD und Mitglied der Hamburgischen Bürgerschaft.

## Leben
Wöhrmann war das dreizehnte Kind eines Schusters und einer gelernten Weißnäherin, die als Putzfrau arbeitete. Bevor Grete Wöhrmann heiratete, machte sie eine kaufmännische Ausbildung und arbeitete im Anschluss im Öffentlichen  Dienst als Stenotypistin und Sekretärin. Im Jahr 1923 heiratete sie Bernhard Wöhrmann und wurde umgehend entlassen. Zu dieser Zeit gab es die Bestimmung, dass verheiratete Frauen nicht beim Staat angestellt sein durften. Über eine Freundin wurde ihr eine ehrenamtliche Tätigkeit in einem Hamburger Mädchenheim vermittelt, welche sie ungefähr ein Jahr bis zur Geburt ihres ersten Kindes ausübte. 1924 wurde das zweite Kind geboren.

## Politik

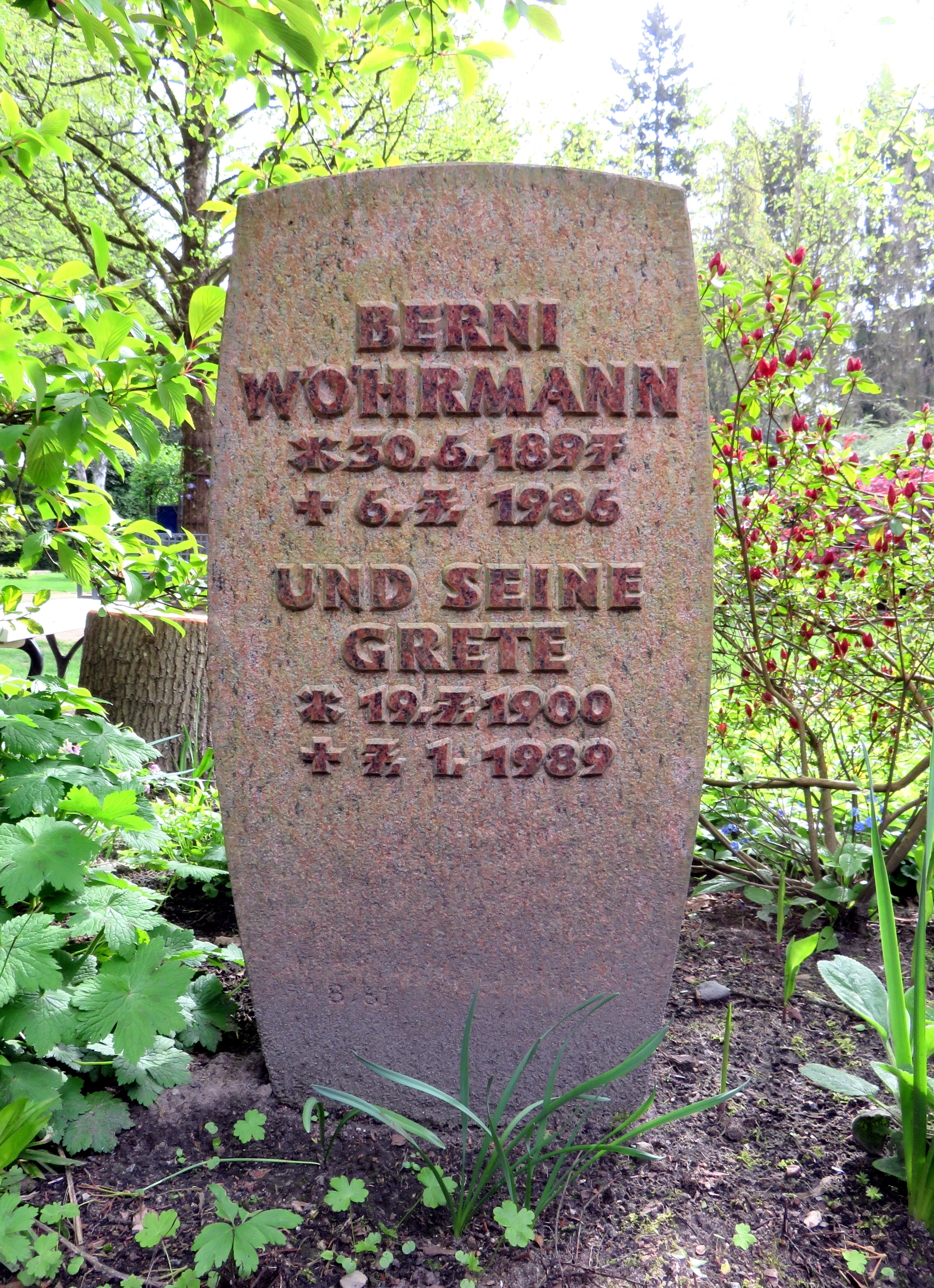
Historischer Stein im Garten der Frauen auf dem Friedhof Ohlsdorf

Grete Wöhrmann war im Jahr 1918 in die SPD eingetreten und unter anderem aktiv im Arbeiter-Jugendbund. Dort war sie trotz ihrer Kindererziehung durchgehend in der Zeit der Weimarer Republik tätig. Innerhalb der SPD war sie in den Jahren 1929 bis 1933 Mitglied des Vorstandes Altona sowie im Hauptvorstand der Hamburger Arbeiterwohlfahrt. Bereits 1930 und 1931 war sie Frauenleiterin der Hamburger Sozialdemokraten und setzte sich für die aktive Teilnahme von Frauen in der Partei ein. Sie kandidierte Anfang der 1930er Jahre zudem für den Preußischen Landtag.
Die Zeit des Nationalsozialismus ging für sie und ihren Mann als „traurige, schwarze und fürchterliche Lebensphase“ in die gemeinsame Zeit ein.
Grete Wöhrmann und ihr Mann waren nach Ende des Nazi-Regimes am Wiederaufbau der Sozialdemokratischen Partei in Hamburg beteiligt. Beim SPD-Parteitag vom 8. bis 11. Mai 1946 in Hannover war sie für den Ortsverein Hamburg-Blankenese als Delegierte bestimmt worden. Sie gehörte auch ab Oktober 1946 der ersten demokratischen Bürgerschaft nach dem Zweiten Weltkrieg an. In der ersten Wahlperiode der Bürgerschaft saßen nur 15 % Frauen (von 110 Sitzen), davon fielen 15 Mandate auf die SPD und je eines auf die FDP beziehungsweise die KPD. Während ihrer Zeit als Bürgerschaftsmitglied wurde sie in den Parlamentsakten unter dem Beruf „Hausfrau“ geführt.
Grete Wöhrmann wurde auf dem Ohlsdorfer Friedhof begraben und in die Liste der „Grabstätten bekannter Persönlichkeiten“ aufgenommen. Ihr Grabstein steht seit Juli 2015 im Garten der Frauen auf dem Ohlsdorfer Friedhof.
Ihre Schwester Hedwig Günther war von 1946 bis 1957 Mitglied der Hamburgischen Bürgerschaft. Auch ihre Schwester Paula Zebuhr war in der SPD aktiv und hatte in der Arbeiterwohlfahrt eine führende Aufgabe.